# 吉田兼儔
吉田 兼儔（よしだ かねとも）は、江戸時代後期の武士。筑後国柳河藩士。勘定方や中老などを勤めた。柳川藩士吉田家当主。

## 経歴
柳川藩士吉田家は吉田連正（右京亮）の後裔。『立花織衛家文書目録』掲載系図では吉田家養子とし、養父は吉田兼條（舎人）、実父は戸次通孝、実兄は豪傑崩れで著名な家老立花通栄（織衛）、幼名を吉寿、諱は後に相如と改名したとする。
現在、旧戸島家住宅とされている住宅は九州歴史資料館別館・柳川古文書館所蔵の「西方寺古記録」によると、代々吉田家は坂本町に居住していたが、寛政9年（1797年頃）に兼儔が勘定方であった時に鬼童町に移住した時に建てた庭園と住宅で、後に藩主に鬼童町の住宅を茶室として献上し、献上後は吉田家は坂本町に戻ったとする。
文政3年（1820年）に兼儔から立花寿賰に差し出された書状での署名は「吉田舎人相如」となっており、この頃には諱を改名している。
文政7年（1824年）、死去。